# Antoine Chartres
Pour les articles homonymes, voir Chartres.
Antoine Chartres est un peintre français né le 2 janvier 1903 à Lyon et mort le 29 juin 1968 dans la même ville. Ancien élève de l’École Nationale des Beaux-Arts de Lyon (1919-1925) avec Henri Vieilly et Pierre Pelloux. Il a été professeur aux Beaux-Arts de Paris. 
Antoine Chartres fait partie du groupe Les Nouveaux.

## Biographie
Antoine Chartres naît à Lyon le 2 janvier 1903, d'une famille originaires du Dauphiné et de la Bresse. Son père lui offre à son adolescence du matériel de peinture. Il se passionne progressivement pour l'histoire de l'art. À l'âge de 16 ans, en 1919, il est admis à l’École Nationale des Beaux-Arts de Lyon. Durant sa formation, il obtient plusieurs prix : Le prix de la Société des Amis des Arts (1923), le prix Ponthus-Cinier (1923), et enfin, le premier prix de peinture à l'obtention de son diplôme en 1925.
À la sortie de ses études, il parfait sa formation au musée du Louvre en étudiant les classiques : Véronèse, Rembrandt, Velásquez.
À la fin des années 1920, il expose dans plusieurs salons et galeries renommées comme le Salon d'Automne de Paris ou le Salon des Indépendants.
En 1931, Antoine Chartres rejoint le groupe d'artistes Les Nouveaux, fondé par son ami Marc Aynard. avec des artistes comme Pelloux, Vieilly, Couty, Ballanche, il expose à Paris : Galerie Speranza, Salons d'Automne, des Indépendants, des Tuileries, du Sud-Est.
Il est proche du fabricant de meubles d'avant-garde André Sornay.

## Œuvres conservées au musée des Beaux-Arts de Lyon
- Paysage, 1928, huile sur toile, H 49 cm x L 69 cm, dépôt du Fonds national d'Art contemporain, 1928 (Exposition Salon du Sud-Est, Lyon, 28 avril-3 juin 1928)
- Paysage, 1929, huile sur toile, H 59,5 cm x L 81 cm, signé et daté en bas à droite : "Chartres 29", Legs Léon et Marcelle Bouchut, 23 juillet 1974
- Cécile en robe rouge, 1941, huile sur toile, H 92 cm x L 73 cm, signé en haut à droite : Ant. Chartres 41, dépôt du Fonds national d'Art contemporain en 1942 (Exposition Salon du Sud-Est, Lyon, 29 novembre 1941 - 11 janvier 1942).

Ont été exposées lors de l'exposition Regard sur la scène artistique lyonnaise au XXe siècle.
- Vendanges, s.d. (vers 1930)
- Les Deux amies, huile sur toile, Collection particulière
- Scène de vendanges, huile sur toile, Collection particulière

## Élèves
- Michel Moskovtchenko, au Petit Collège de Lyon en 1954[3].